# Lonicera notha
Lonicera notha är en kaprifolväxtart som beskrevs av Hermann Zabel. Lonicera notha ingår i släktet tryar, och familjen kaprifolväxter. Inga underarter finns listade i Catalogue of Life.